# Felületszerelési technológia

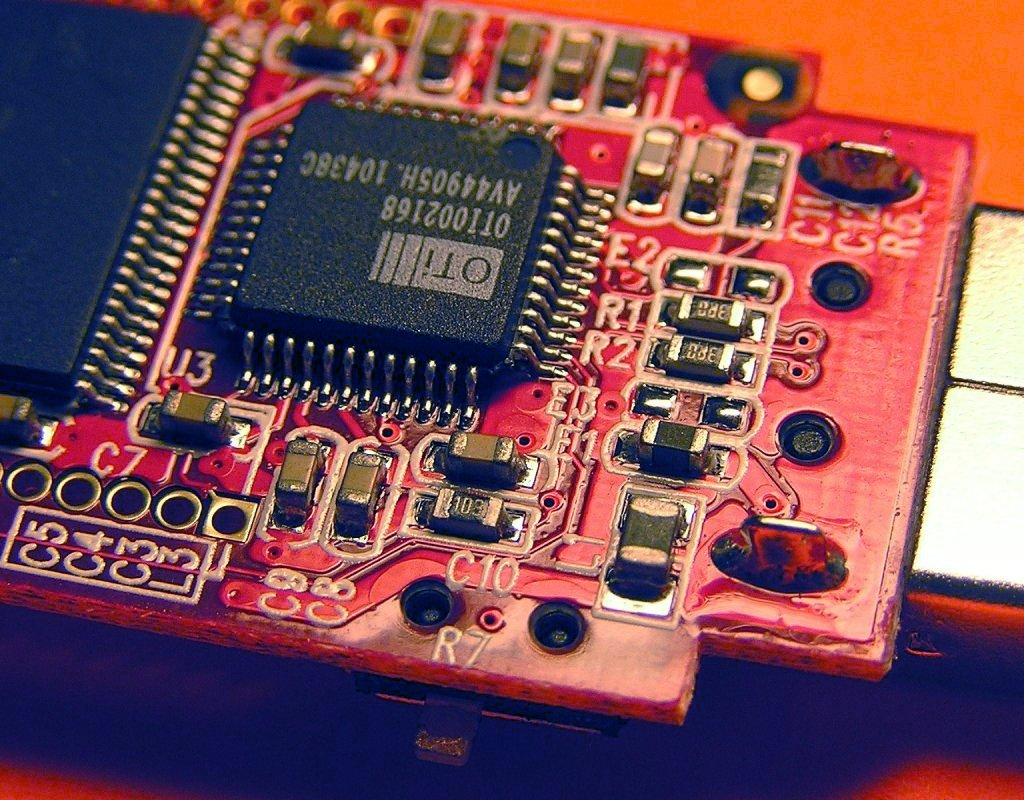
Felületszerelt pendrive áramkör

A felületszerelési technológia (surface-mount technology, SMT) olyan technológia, melynek során láb nélküli alkatrészeket (BGA, SMD ellenállás, SMD kondenzátor), illetve rövid lábú IC-ket, csatlakozókat közvetlenül a nyomtatott huzalozású lemez felületére forrasztanak. Az eljárás során nincs szükség furatok elhelyezésére a hordozó felületén. Az 1960-as években találták fel, de csak az 1980-as évek vége óta vált igazán elterjedtté az iparban. Jelentősége, hogy az automatizált gépsorok sokkal gyorsabban tudják elhelyezni ezeket az alkatrészeket a hordozón, mint a lábakkal rendelkező, furatszerelt alkatrészeket, ezzel növelve a gyártás hatékonyságát.

## Lényege
Lényege, hogy a furatszerelési technológiával szemben kisebb alkatrészeket alkalmaz, illetve a NYÁK mindkét oldala használható.
Előnyök:
- Kisebb alkatrészek
- Nagy alkatrészsűrűség
- Nagy lábsűrűség (IC esetén)

Hátrányok:
- Lábak hiányában kezelésük szakértelmet és pontosságot igényel
- Magasabb feszültséget és áramerősséget nem bírnak
- Esztétikai szempontból alulmaradnak a furatszerelt alkatrészekkel szemben

Alkatrészek (SMD)
Ez a technológia láb nélküli alkatrészeket használ (Integrált áramkör|IC] esetén rövid lábút), melyek radikálisan újra lettek tervezve. Különlegesség, hogy hagyományos, furatszerelt alkatrészekkel használható. Hagyományos felületszerelt alkatrészek: ellenállás, tekercs, dióda, relé, csatlakozók, kapcsolók, mikropanelek.
Többféle beültetőgép létezik, ilyen például az AX, a Siemens, illetve a Fuji NXT.
Az SMT sorfelépítése:
Mindenképp szükségünk van valamilyen paneladagoló berendezésre. (Loader, buffer) Az SMT-n található gépeket szállítószalag ún. konveyor köti össze. Tehát az adagoló után mindenképp kell egy konveyor. Ezt követi egy pasztázásra alkalmas berendezés (MPM, DEK). Én itt a DEK-et fejteném ki bővebben. A DEK pasztázásra illetve ragasztásra tervezett gép. A felületszerelt alkatrészeket vagy foraszpaszta vagy hőre száradó, keményedő ragasztó kapcsolja a pad-hez (forrasztási, kapcsolódási pont). A forraszpasztát/ragasztót stencilen keresztül viszi fel a panelre. A stencil egy olyan alumínium lap, ami a panel pad-jeinek helyén ki van vágva (ezt nevezzük appertúrának). Ezt egy konveyor követi, majd egy pasztamagasság mérő berendezés pl. Koh-Young. A Koh-young fény-árnyék elven számolja ki a magasságot. Megvilágítja a pad-et és az árnyékból számol. Ezt szintén konveyor követi, majd ha pl. Fuji-t használunk akkor egy ún. shuttle (osztó konveyor). Erre azért van szükség mivel a Fuji két lane-n képes gyártani a shuttle hivatott a két lane között elosztani a panelt. A Fuji különböző méretű beültetőfejeket használ. Pl. V12, H8, H4, H1. A számok azt jelölik, hogy a fej hány nozzle-t képes  egyszerre felvenni. A fej nozzle-k segítségével veszi fel az alkatrészt. Váákumot használ. Az alkatrészeket feederre fűzik, elhelyezik a megfelelő modul megfelelő slotjába (program szerint dolgozik, az alkatrészeknek előre megírt helyük van, ami tartalmazza a léptetést, a cikkszámot, a feeder nagyságát [8,12,16,24,32,44,56,72 stb.] amely az alkatrészt hordozó reel szélességével egyenlő.) A fej értemegy az alkatrészért, megvizsgálja (part camera, sidelight camera, illetve a V12-es fej beépített IPS kamerával rendelkezik tehát azt használja) és ha az alkatrész a programnak megfelelő paraméterekkel rendelkezik (magasság, szélesség, hosszúság, jó a fényerő, tolerancia,) beülteti a programnak megfelelő CRD-re. (CRD=pad egyedi száma.) Ha az alkatrész nem megfelelő eldobja azt a gyűjtődobozába (reject box) illetve hibával megáll. A Fuji képes furatszerelt alkatrészek beültetésére is, nem csak a felületszereltre, illetve van hozzá ragasztófej, ami a DEK helyett képes ragasztót felvinni. Ezt szintén egy shuttle követi, mivel a gyártósor többi része egy lane-en képes gyártani. Majd egy konveyor következik, amire a shuttle kiosztja a panelt. Majd jön a reflow kemence, ami a forrasztást szolgálja. Fokozatosan fűt fel, fűtőzónák segítségével, illetve vissza is hűti a panelt ( hűtőzóna). Majd ismét konveyor. Buffer (gyűjti a panelt, ha az AOI vagy a minőségellenőr lassabb mint a sor). Konveyor. AOI - vizsgálja az alkatrész beültetését, polaritását, feliratát. Majd egy konveyor, és végül a quaility control -minőségellenőr- az AOI kép és a vizuális munkautasítás alapján ellenőrzi a panelt.
Az SMT gyártáson belül számtalan olyan termék létezik ahol a furat- ill. felületszerelt alkatrészek ugyanazon modulból ültetődnek.